# Ulica Żmigrodzka we Wrocławiu

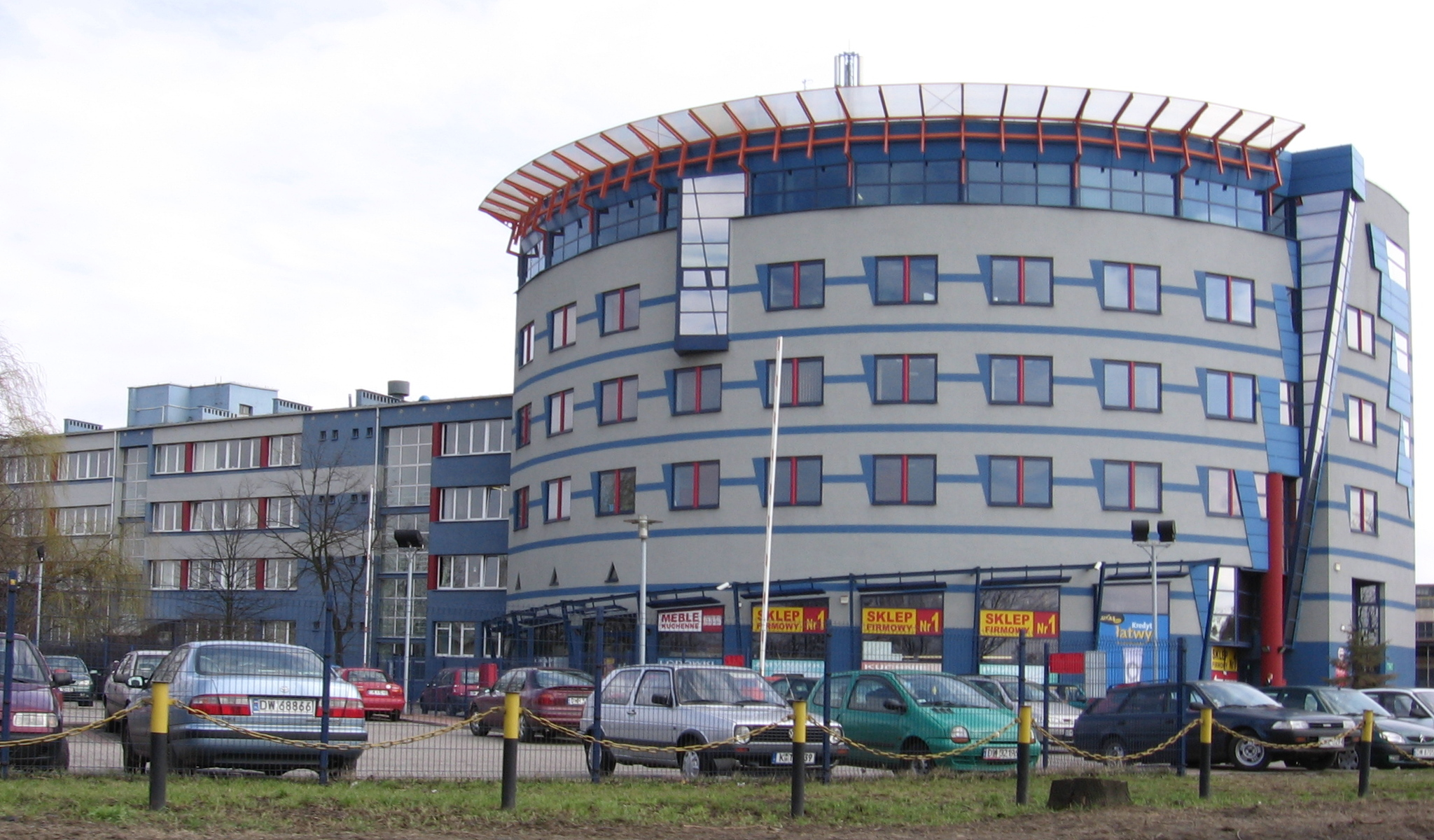
biurowiec Fagor-Mastercook (d. Wrozamet) przy ul. Żmigrodzkiej

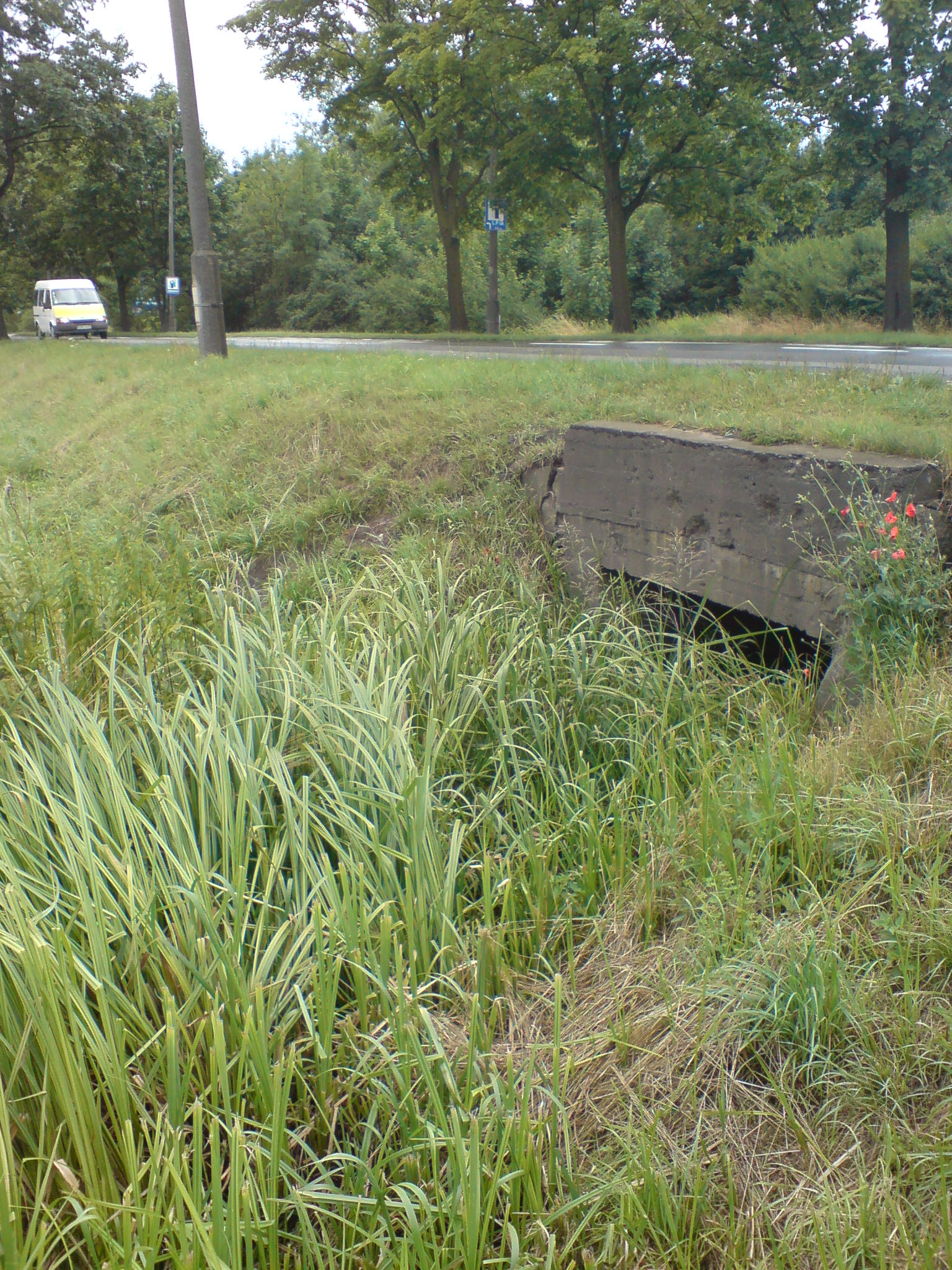
końcowy odcinek Żmigrodzkiej: Mokrzyca wpływająca do przepustu pod ulicą (lipiec 2008)

Ulica Żmigrodzka – jedna z głównych tras wylotowych z Wrocławia na północ, w kierunku Trzebnicy, Żmigrodu i Poznania, przedłużenie ulicy Trzebnickiej. Na odcinku od węzła autostradowego Wrocław Północ (AOW) do węzła z obwodnicą śródmiejską (ulice Jana Nowaka-Jeziorańskiego oraz Ryszarda Kuklińskiego) stanowi fragment drogi krajowej nr 5 i europejskiej E261. Przed reformą sieci drogowej w lutym 1986 roku ulica na całej długości stanowiła część drogi państwowej nr 40 i drogi międzynarodowej E83.
Zaczyna się przy mostach Trzebnickich, gdzie do początków XX wieku znajdowała się północna granica miasta i po ok. 3,5 km przechodzi w swoje przedłużenie, ul. Sułowską. Pod nazwami Trebnitzer Chaussee, Hauptstraße i Trachenberger Straße już od lat 80. XIX wieku zabudowywana była zakładami przemysłowymi. Zabudowa ta utrzymała się głównie po wschodniej stronie ulicy, bowiem po stronie zachodniej wzdłuż ul. Żmigrodzkiej, niemal na całej jej długości, ułożono tory utworzonej w 1899 wrocławsko-trzebnickiej kolei wąskotorowej. Powstawały wzdłuż Żmigrodzkiej oraz przy jej przecznicach m.in. cegielnie, gorzelnie, mleczarnie, zakłady naczyń emaliowanych, odlewnia żeliwa (przy Kępińskiej). W połowie długości ulicy Żmigrodzkiej przecina ją normalnotorowa linia kolejowa, obecnie bardzo rzadko, ale niegdyś znacznie częściej wykorzystywana północna obwodnica towarowa Wrocławia, przy której oprócz zakładów przemysłowych znajdowała się stacja Wrocław-Różanka umożliwiająca przeładunek towarów między kolejami wąskotorowymi a normalnotorowymi.
Kilkanaście lat po likwidacji połączenia wąskotorowego z Wrocławia do Trzebnicy, które nastąpiło w 1967 roku, na miejscu torowiska wąskotorowego położono wydłużoną do skrzyżowania z ul. Paprotną dwutorową linię tramwajową, której inauguracja nastąpiła w roku 1984. Kilka lat później, ok. 1990 roku, od skrzyżowania ul. Żmigrodzkiej z ul. Kamieńskiego przeprowadzono łącznik z mostem Osobowickim – przecinającą dawne ogródki działkowe dwupasmową ulicę (z dwutorową linią tramwajową), niegdyś krótką „ślepą” uliczkę dojazdową do dawnego folwarku, ulicę Bałtycką (do 1945 roku – Gartenstraße).
Oprócz różnych zakładów przemysłowych i obiektów komunikacyjnych, przy ul. Żmigrodzkiej znajdowały się również nieliczne domy mieszkalne, obiekty handlowe, ogrody, a także obiekty rekreacyjne, m.in. istniejące na początku XX wieku pod numerem 225 Etablissement ogrodowe Roberta Willerta oraz wybudowany w 1930 roku tor kolarski pod numerem 241.
Po roku 1945 znaczna część zakładów przemysłowych położonych wzdłuż tej ulicy zmieniła swój profil produkcji albo uległa likwidacji, powstały też nowe zakłady. Jednym z największych jest „Fagor-Mastercook” (w I połowie XX wieku fabryka Knauth, potem od 1946 r. Odlewnia Żeliwa i Metali, później Wytwórnia Naczyń Emaliowanych, od 1962 r. Wrocławskie Zakłady Metalurgiczne „Wrozamet”), a także Zakłady Piekarniczo-Ciastkarskie „Mamut”, przeniesione w roku 2007 z ul. Sienkiewicza.
W roku 2007 zakończono przebudowę półtorakilometrowego odcinka ul. Żmigrodzkiej pomiędzy Bałtycką a Paprotną, dzięki czemu stanowi ona tu dwujezdniową arterię z dwutorową linią tramwajową w pasie zieleni rozgraniczającym jezdnie.